# Tabasaranščina
Tabasaranščina (tabasaransko Табасаран чӀал) je jezik okoli 110 tisoč Tabasarancev in eden od uradnih jezikov ruske avtonomne republike Dagestan. Spada v lezginsko skupino v okviru naško-dagestanske jezikovne družine.
Tabasaranščina se odlikuje po enem najbogatejših sistemov slovničnih sklonov na svetu: samostalniki se glede na narečja lahko sklanjajo v 48 do 53 sklonih. Skloni se delijo na nemestniške (slovnične, abstraktne) in mestniške. Med njimi je velika večina mestnikov (okoli 40), ki lahko izražajo do osem različnih načinov prostorske orientacije. Tako bogat sistem sklonov je možen tudi zaradi kombiniranja različnih mestnikov, dejansko število osnovnih sklonskih končnic pa je manjše (14 do 15 glede na narečje). S tipološkega vidika je sistem sklonov mešani, nominativno-ergativni.
Tudi sistem slovničnih spolov je v tabasaranščini dokaj specifičen, saj obstajata dva spola, od katerih prvi zajema razumne ljudi, živali, rastline, stvari in druga bitja, drugi pa nerazumne ljudi, živali, rastline, stvari in druga bitja. 
Pisni jezik je bil ustvarjen šele leta 1928 in se je sprva zapisoval z dopolnjeno latinsko abecedo, od leta 1938 pa do danes s cirilico. Za narečno osnovo ima knjižni jezik južno narečje, razen sistema spolov, ki se zgleduje po severnem narečju.